# 1-204 (серія будинків)
1-204 — типова серія будинків у СРСР, яка належить до «сталінок».
Серія спроектована у 1946 році. Завданням архітекторів було перенести елементи великої архітектури (фронтони, ліпнина, балясини, консолі) у типові серійні будинки.
Поверховість: від двох до чотирьох поверхів.

Кількість кімнат у квартирах: 2, 3 або 4.

Однокімнатних квартир у цих будинках немає, бо такі будинки часто віддавалися під покімнатне розселення.
Будинок можна ідентифікувати по наявності еркерів (присутні на першій модифікації будинків цієї серії — 1-204-5, яка є найбільш розповсюдженою), а також по фронтону (він є майже у кожній модифікації цієї серії). Також у будинків з двома та більше під'їздами на крайніх під'їздах є ризаліти з балконами-терасами над входами до під'їзду. Ці балкони спираються на стовпи або арки.
Цікавою особливістю є те, що у цих бокових ризалітах вікна під'їзду виходять прямо на балкони квартир. Тобто вихід з квартири на балкон — через бокові двері, а вікно, яке можна бачити на балконі — це вікно під'їзду, а не кімнати.
Будинки в основному штукарені, але трапляються і просто з цегли. У будинках товсті несучі стіни, високі стелі. У деяких кімнатах — по два вікна. Всі кімнати — ізольовані, прохідних немає. Також є модифікація цієї серії під гуртожиток, з коридором через весь будинок (модифікація 1-204-114). Ця серія розповсюджена по всьому колишньому СРСР.

## Фотогалерея

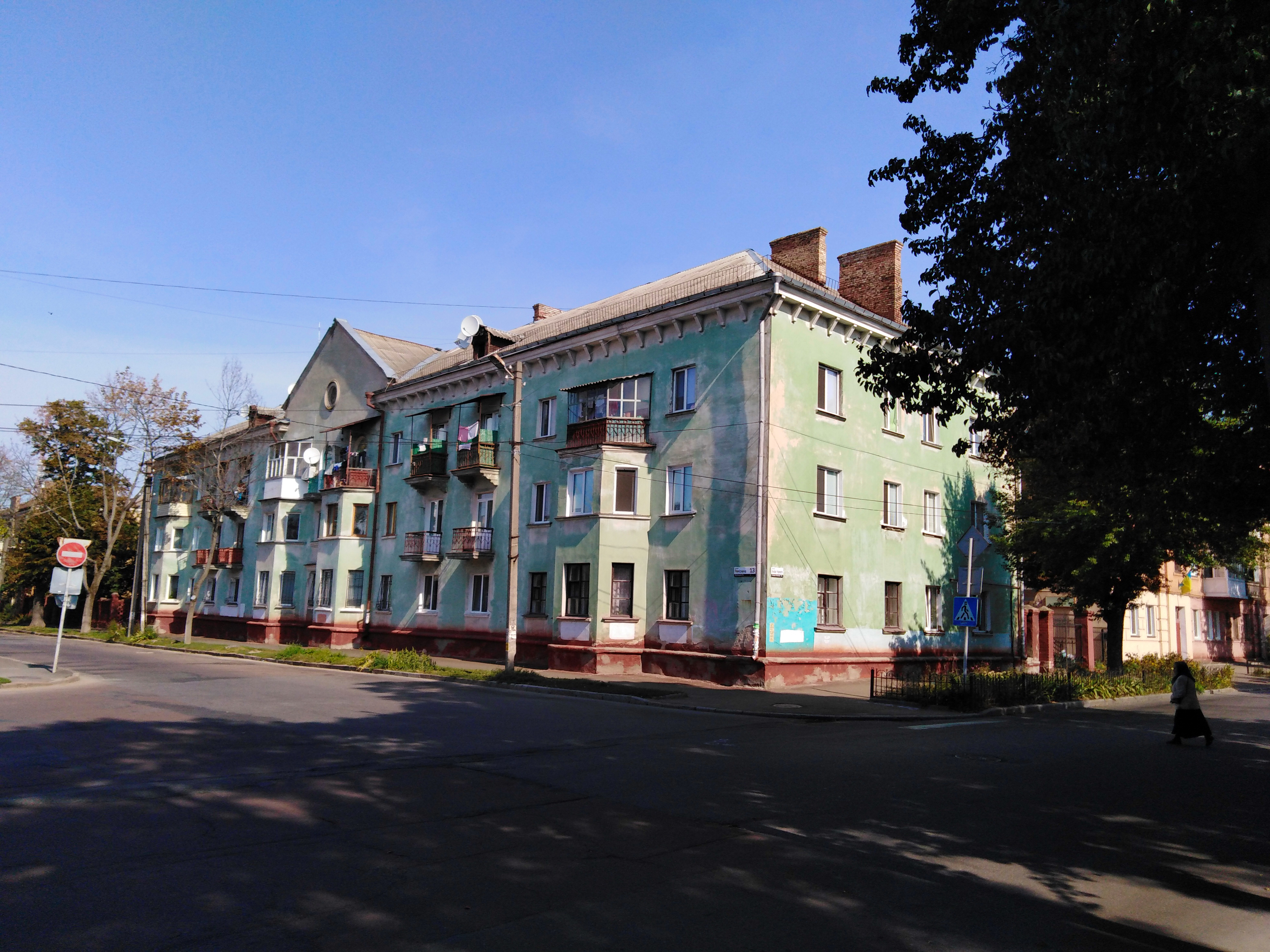
Будинок серії 1-204 (м. Чернігів)
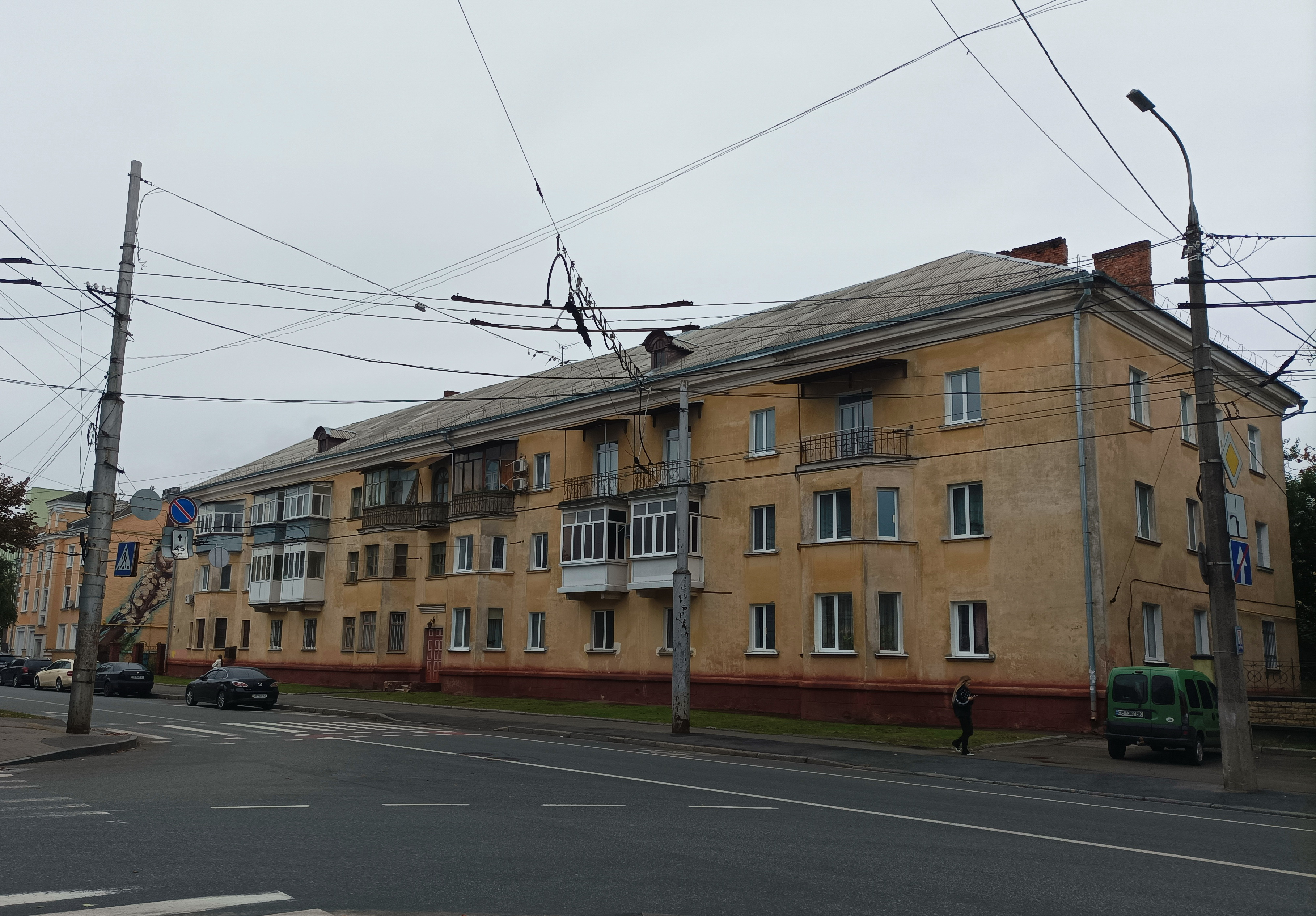
Будинок серії 1-204 без фронтону (м. Чернігів)
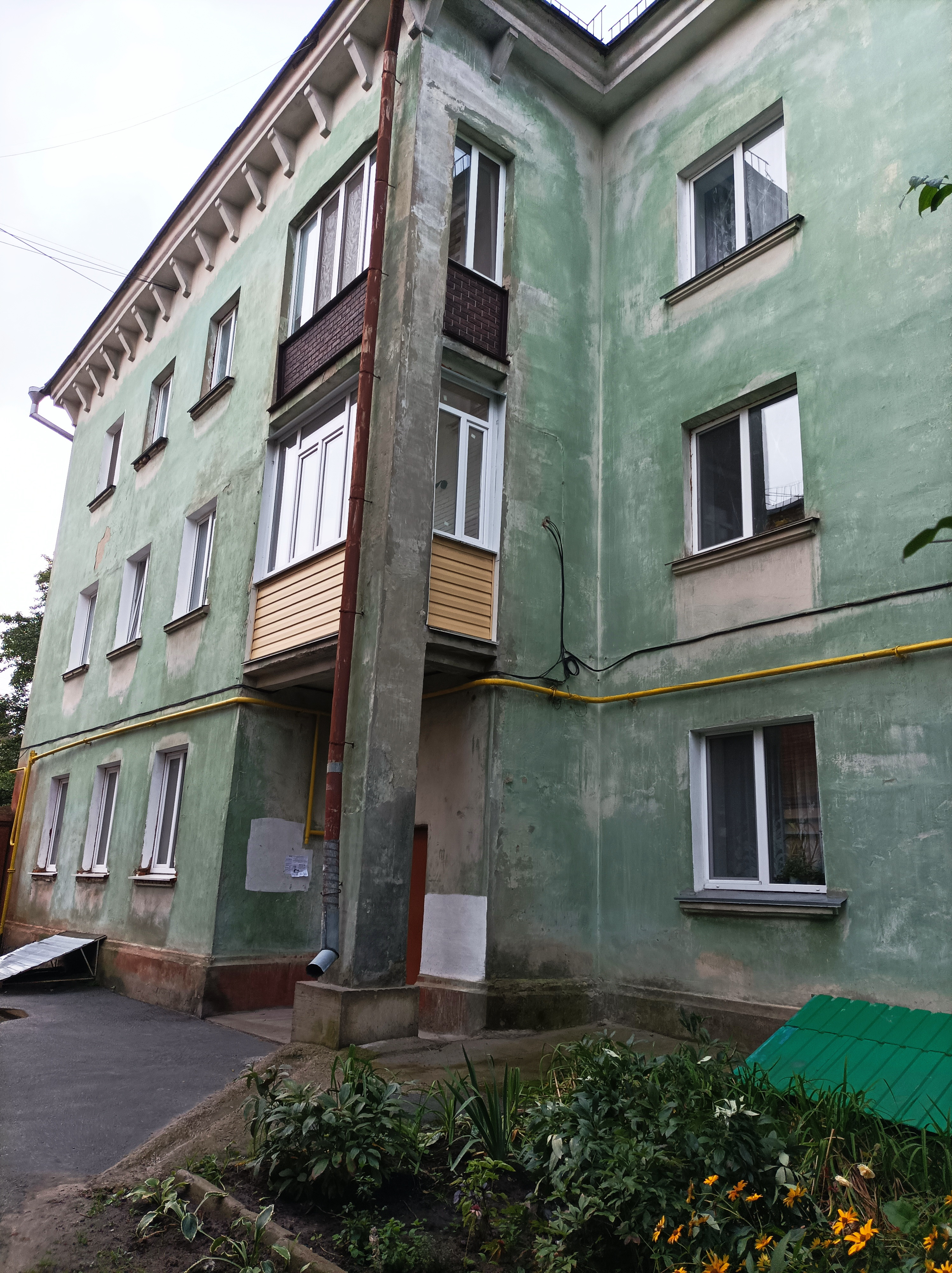
Балкони у ризаліті будинку серії 1-204, на які виходять вікна під'їзду
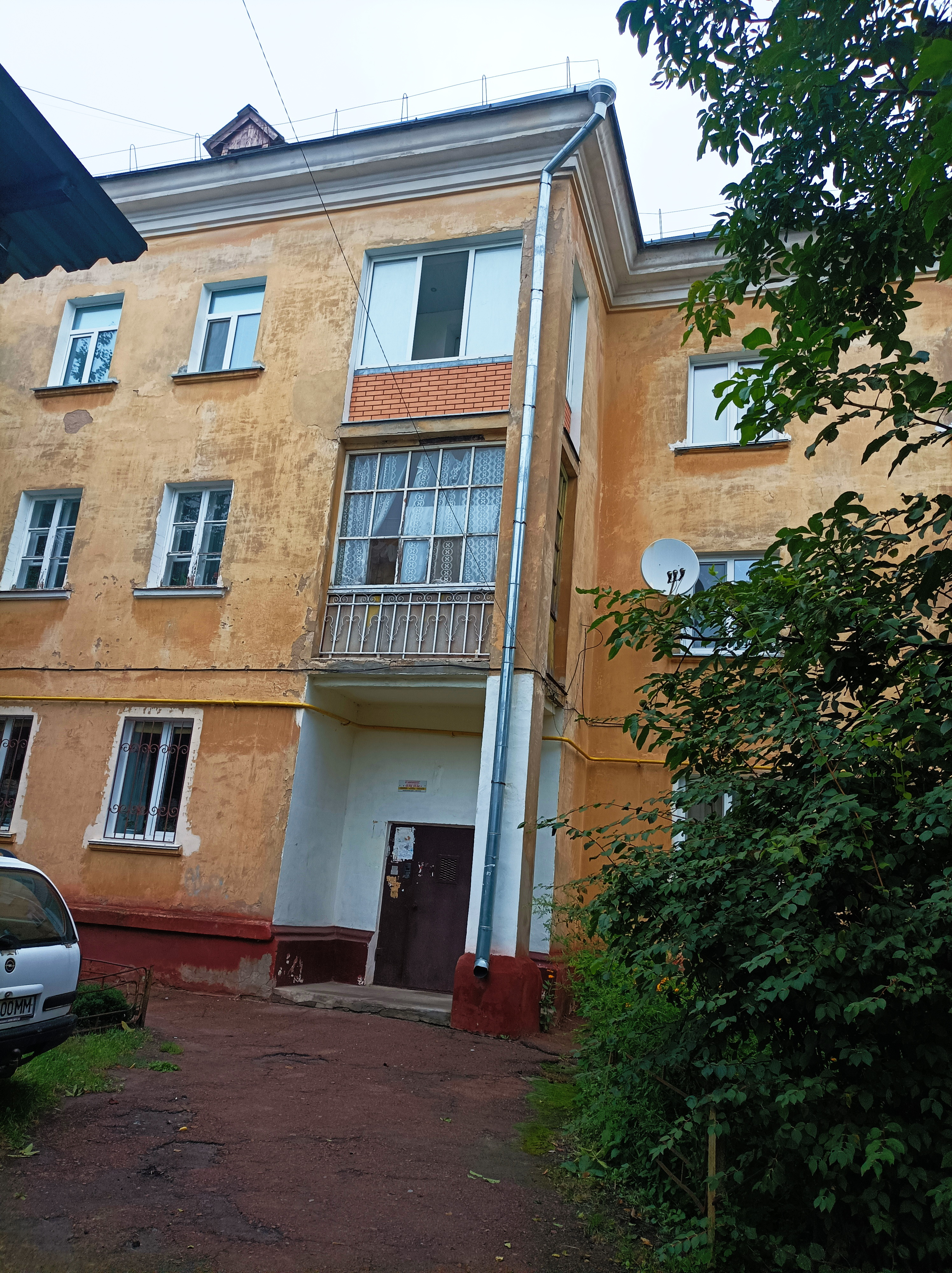
Балкони у ризаліті будинку серії 1-204, на які виходять вікна під'їзду